# اوخوز (ناحیه پروستییوف)
اوخوز (به چکی: Ochoz) یک منطقهٔ مسکونی در جمهوری چک است که در ناحیه پروستییوو واقع شده‌است.
 اوخوز ۳٫۳۱ کیلومتر مربع مساحت و ۱۹۸ نفر جمعیت دارد و ۵۵۷ متر بالاتر از سطح دریا واقع شده‌است.